# Burgstall Rabenstein (Wirsberg)
Der Burgstall Rabenstein ist eine abgegangene mittelalterliche Burganlage im Frankenwald auf einem vom Rabenstein in das Tal der Schorgast ragenden Hangsporn. Er liegt rund 2500 Meter östlich der Pfarrkirche St. Johannes der Täufer von Wirsberg in der gleichnamigen oberfränkischen Gemeinde in Bayern, Deutschland. Über diese Burg sind keine geschichtlichen oder archäologischen Informationen bekannt, Funde, die die Anlage datieren könnten, fehlen bislang. Sie wird grob auf mittelalterliche Zeitstellung datiert. Erhalten hat sich von der Anlage nur ein doppelter Halsgraben mit Zwischenwall, die Stelle ist heute als Bodendenkmal Nummer D-4-5835-0027: Mittelalterlicher Burgstall geschützt.

## Geschichte
Die Lage der Burg abseits der mittelalterlichen Verkehrswege erklärt sich durch die sich an der Schorgast entlangziehenden Grenze zwischen dem Fürstentum Bayreuth und dem Bistum Bamberg. Im Jahr 1406 wurde der Burgadel mit den von Rabenstein zu Wirsberg erstmals genannt. Das „Rabensteiner Schlösslein“ war ein Burggut von Wirsberg, das die Ministerialenfamilie in diesem Jahr als Lehen von den Burggrafen von Nürnberg aufgetragen erhielt. Im Jahr 1489 wurde Kunz von Rabenstein zu Wirsberg mit der Burg belehnt, allerdings wurde sie dabei schon als Burgstall bezeichnet, also als zerstört bzw. unbewohnbar.

## Beschreibung
Der Burgstall der Spornburg liegt auf einem 30 Höhenmeter über der Talsohle liegenden Hangsporn, der sich vom 556 m ü. NHN hohen Rabenstein nach Osten in das Tal der Schorgast erstreckt. Er wird an drei Seiten vom Fluss umgeben, nur die Westseite geht in den 100 Höhenmeter ansteigenden Hang über. An dieser gefährdeten Seite wurde ein doppelter Halsgraben mit dazwischenliegendem Wall angelegt. Der äußere Graben ist 24 Meter lang und zieht sich geradlinig von Nord nach Süd. Zum Vorgelände wies er früher eine Tiefe von bis zu drei Metern auf, durch den Straßenbau wurde er   fast vollständig verfüllt. Der innere, 40 Meter lange Graben ist halbrund von Nordosten nach Südwesten gezogen und läuft an den Berghängen aus. An seiner Außenseite beträgt die Höhendifferenz zum Zwischenwall noch 2,5 Meter, an der Innenseite zum Burgbereich hin noch vier Meter.
Der Burgbereich besteht aus einer Gneisfelsgruppe, die nach Süden, Osten und Nordosten steil abfällt und eine sehr unebene, unregelmäßig geformte und nicht bearbeitete Oberfläche aufweist. Die dort zum Bau geeignete Stelle misst etwa 6 mal 3,5 Meter und bot nur Platz für ein wohl turmförmiges Gebäude. Es sind keine Fundament- oder sonstigen Baureste erhalten.